# Alpha Arietis
Alpha Arietis (α Ari, α Arietis) este cea mai luminoasă stea din constelația Berbecul. Are denumirea tradițională de Hamal, care provine din metafora arabă „Capul Berbecului”, iar denumirea sa Flamsteed este 13 Ari. Cu o magnitudine aparentă vizuală de 2,0, ea este printre unele dintre cele mai strălucitoare stele de pe cerul înstelat. Bazat pe măsurătorile la paralaxei făcute de către satelitul astrometric Hipparcos, α Arietis se află la o distanță de  aproximativ 65,8 ani lumină (20,2 parseci) de la Pământ. Este posibil ca o exoplanetă cu o masă mai mare ca a lui Jupiter să orbiteze această stea.

## Proprietăți
Spectrul stelei se încadrează la K2 III Ca-1, cu clasa de luminozitate III, asta indicând că este o stea gigantă evoluată care și-a epuizat rezerva de hidrogen și este aproape o gigantă roșie. Din 1943, spectrul acestei stele a servit ca etalon stabil pentru punctul din care alte stele sunt clasificate. Este estimat că masa sa este cu aproape 50% mai mare decât a Soarelui, măsurătorile infractometrice au arătat că diametrul stelei este de 15 ori mai mare ca al Soarelui. În ciuda acestor caracteristici, steaua se învârte totuși  cu o viteză ecuatorială azimutală mai mare decât a Soarelui, având o viteză rotațională proiectată de 3,44  km s−1.
Luminozitatea stelei este de aproximativ 91 de ori mai mare decât a Soarelui datorită temperaturii efective de 4,480 K. Aceasta este mai rece decât cea de la suprafața Soarelui, conferindu-i o strălucire portocalie caracteristică stelelor de tip K. Este posibil ca steaua să fie variabilă. Metalicitatea, care este măsura altor elemente în afara hidrogenului și heliului, este aproape jumătate din cea a Soarelui.
În 2011, a fost raportată o posibilă prezență a unei exoplanete orbitând steaua de către Byeong-Cheol Lee et al. Planeta a fost detectată folosind metoda vitezei radiale, bazată pe măsurători făcute în perioada 2003-2010 de la Observatorul Astronomic Optic Bohyunsan din Coreea de Sud. Obiectul are o perioadă orbitală de 381 zile și o excentricitate de 0,25. Se pare că masa acestei planete este de 1,8 mai mare ca a lui Jupiter. Axa semi-majoră estimată a orbitei planetei este de 1,2 unități astronomice (UA), care ar însemna o distanță de periapsă de 0,9 UA și o distanță de apoapsă de 1.5 UA. Prin comparație, steaua are o rază de 0,07 AU.
| b | 1,8 ± 0,2 | 1,2 | 380,8 ± 0,3 | 0,25 ± 0,03 |